# 埃加迪群岛
37°58′N 12°12′E / 37.967°N 12.200°E

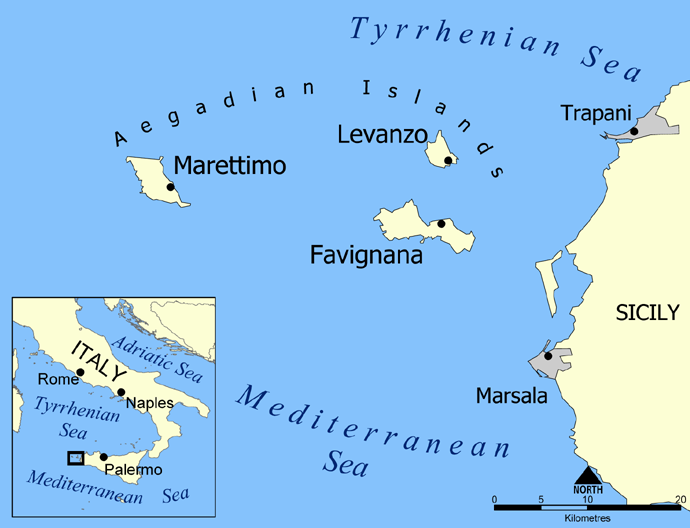
埃加迪群岛的地理位置

埃加迪群島（意大利语：Isole Egadi）地中海中部一群岛，位于西西里岛西北方，属意大利管辖。离该群岛最近的城市为特拉帕尼。

## 简介
埃加迪群島由一组多山的小岛组成，各岛屿总面积为37.45 km²。法维尼亚纳岛，诸岛中最大者，距特拉帕尼10英里；莱万佐岛距特拉帕尼8英里；马雷蒂莫岛距特拉帕尼15英里。此外还有一些非常小的岛屿。
1987年时各岛屿上的总人口约为五千。岛上居民大多以捕鱼为生，实际上该地是西西里地区最大的金枪鱼渔场。

## 历史
在法维尼亚纳岛和莱万佐岛上发现过新石器时代的岩画，表明在非常古老的时代岛上就有人类居住。
前241年，罗马与迦太基在埃加迪群島附近海域展开海战（所谓埃加迪群岛海战）。结果由盖乌斯·卢塔蒂乌斯·卡图卢斯率领的罗马舰队大败迦太基舰队，从而结束了第一次布匿战争。
埃加迪群岛曾长期由热那亚控制，直到1874年它的所有权被转给了巴勒莫的弗洛里奥家族。